# A madarak evolúciója

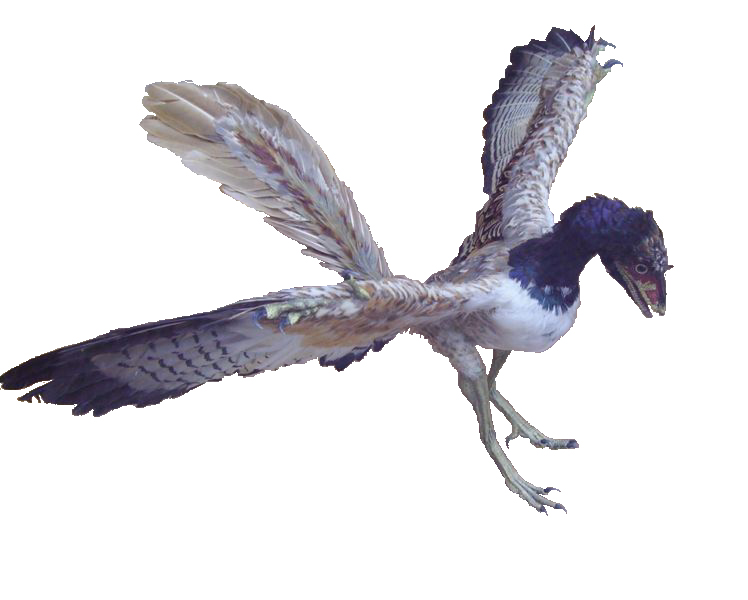
Az Archaeopteryx

A madarak evolúciójának kezdetét a jura korra teszik, ekkor alakultak ki az első madarak a theropoda dinoszauruszokból. A madarak külön biológiai osztályt alkotnak (cl. Aves). A madarak osztályába sorolt legkorábbi ismert madár az Archaeopteryx lithographica, habár az Archaeopteryxet többnyire még nem tekintik valódi madárnak. A modern filogenetika a madarakat a Theropoda kládba sorolja. Jelenleg közmegegyezés alapján a madarak és egy testvércsoportjuk, a krokodilok rendje (Crocodilia) az egyedüli fennmaradt képviselői a hüllők besorolatlan Archosauria kládjának.
Mivel az Archaeopteryx és a többi Theropoda közti rokonsági viszony máig tisztázatlan, az Aves csoportot filogenetikailag a modern madarak (Neornithes), a modern madarak közeli rokonai (pl.: Hesperornithiformes) illetve az Archeopteryx legkésőbbi közös ősének leszármazottaiként definiálják. Ezt az osztályozást használva a nagyobb taxon neve Avialae.
·      Ellenvélemény:
A modern filogenetika hibásan sorolja a madarakat a dinoszauruszok (Theropoda típusába) közé. A valódi, madárfarkú madarak (Ornithurae) számos olyan jellegben különböznek a gyíkfarkúaktól (Sauriurae) amelyek a Dollo-féle szabály (az evolúció visszafordithatatlanságának törvénye) alapján nem magyarázhatóak a dinoszauruszoktól való származással.  Így ez a besorolás alapból hibás. 

## Eredet
Lásd még: Dinoszaurusz–madár kapcsolat
Ma már egyértelműen bizonyítottnak tekintik, hogy a madarak a theropoda dinoszauruszokból alakultak ki, pontosabban, hogy annak Maniraptora csoportjába tartoznak. Rajtuk kívül ide sorolják még többek között a Dromaeosauridae és Oviraptoridae családokat is. A madarakkal közeli rokonságot mutató nem madár therapodák felfedezésével a régebben tisztázottnak tekintett kapcsolat a madarak és nem madarak között mára ismét bizonytalanná vált. Ehhez hozzájárultak többek között a Kína északkeleti részén (Liaoning tartományban) nemrég talált leletek, melyek bizonyították, hogy számos kis termetű theropoda dinoszaurusz is rendelkezett tollakkal.
A 19. század végén felfedezett jura kori Archaeopteryx-leletek a madarak és a hüllők közti hiányzó láncszemként ismertek, és mint ilyet az evolúciós-elmélet alátámasztására használták, habár ma már nem őket tekintik a madarak közvetlen ősének. A Confuciosornis szintén az első madarak közé tartozik, a korai kréta korban élt. Mindkettőjükre vadászhatott a Protoavis texensis, de ez utóbbiról a leletek töredékessége miatt nem dönthető el, hogy tekinthető-e a ősmadárnak. Más mezoziokumban élt madarak mint a Confuciusornis, Enantiornithes, Yanornis, Ichthyornis, Gansus, és a Hesperornithiformes (a röpképtelen búvármadarak egy csoportja) a vöcsök- és búváralakúakra hasonlítottak.
A 2002-ben felfedezett, Dromaeosauridák közé tartozó Cryptovolans (egy Microraptor) képes volt repülni; tarajos szegycsonttal, és modern madarakéhoz hasonló horognyúlványokkal rendelkezett. Valójában a Cryptovolans sokkal inkább hasonlít a mai madarakhoz, mint az Archaeopteryx, ugyanis ez utóbbi nem rendelkezett ezekkel a madárjegyekkel. Néhány paleontológus ezért azt feltételezi, hogy a Dromaeosauridák (amik közül a nagyobb testűek másodlagosan röpképtelenek voltak) alakultak ki a madarakból, és nem fordítva. Erre az elméletre meggyőző bizonyíték egyelőre még nincs, de további ásatások folynak (főleg Kínában) a tollas dromaeosauridák fosszíliái után. Az mindenesetre biztos, hogy a középső jurában élt theropodák között volt olyan, amelyik tollas szárnyát használta repüléshez, és a krétakor közepéig ennek számos formája kialakult (ilyen volt például a Confuciusornis). Ez utóbbi fajnak volt néhány sajátos ismertetőjegye. Ilyen például az elcsökevényesedett a farok, mely így nem volt alkalmas a kormányzásra, valamint szárnyának alakja is eléggé specializálódott (habár a kar csontváza még mindig inkább dinoszauruszszerű volt).
Habár a madármedencéjű dinoszauruszok (Ornitischia) medencéje struktúráját tekintve megegyezik a madarakéval, a madarak a hüllőmedencéjűek (Saurischia) leszármazottai. A két csoport hasonló felépítésű medencéje egymástól függetlenül alakult ki, sőt a theropodák egy harmadik csoportjánál, a Therizinosauridae-nél is kialakult ilyen szerkezet.
A madarak dinoszaurusz-származását magyarázza egy alternatív elmélet is, amelyet azonban csak néhány tudós támogat, nevezetesen Larry Martin és Alan Feduccia. Az elmélet szerint a madarak (és a maniraptorák is) a korai Archosauriáktól származnak, mint amilyen például a Longisquama. Ezt az elméletet azonban a legtöbb paleontológus és evolúciókutató vitatja.
·      Ellenvélemény:
Semmi sem bizonyitja a madarak dinoszauruszokból való származását a gyíkfarkúak és madárfarkúak analóg jellegein kívül (külalak, tollazat, szárnyak léte).
A Protoavis texensis nem vadászhatott  az Archaeopterix-re vagy a Confuciusornis- ra, mivel a felső-triászban élt, jó 80-100 millió évvel előttük.
A Cryptovolans egy tollas dinoszaurusz.  Egy a sok közül.
A csigolyákból álló hosszú farok elcsökevényesedése nem megy a kormányzás rovására, mivel ezt a szerepet a sokkal könnyebb kormánytollak (rectrices) veszik át, amelyek a pygostyl-ról (3-4 csigolya+farkcsíkcsont) erednek.
A madármedence jelleg abban különbözik a gyíkmedencéitől, hogy a szeméremcsontok  a farok felé irányulnak s nem a talaj felé. A tollas dinoszauruszok medencéjének a vázrészei nincsenek összeforrva, ellentétben a valódi madarakéval, amelyeknél egy synsacrum-ot képeznek.  
A valódi madarak és a tollas dinoszuruszok rokonságát nem csak Feduccia és Martin származtatja az Archosauriákból való kialakulással, hanem minden olyan paleornitológus, aki nem fogadja el a dinoszauruszokból való leszármaztatást.

## A madarak adaptív radiációja
A mai madarak alkotják a Neornithes (modern madarak) csoportot, amely a kréta kor végére két fő ágra vált szét: a futómadár-szabásúakra, vagy paleognath koponyájúakra (Paleognathae), és az újmadárszabásúakra, vagy neognath koponyájúakra (Neognathae).

### Afutómadár-szabásúak

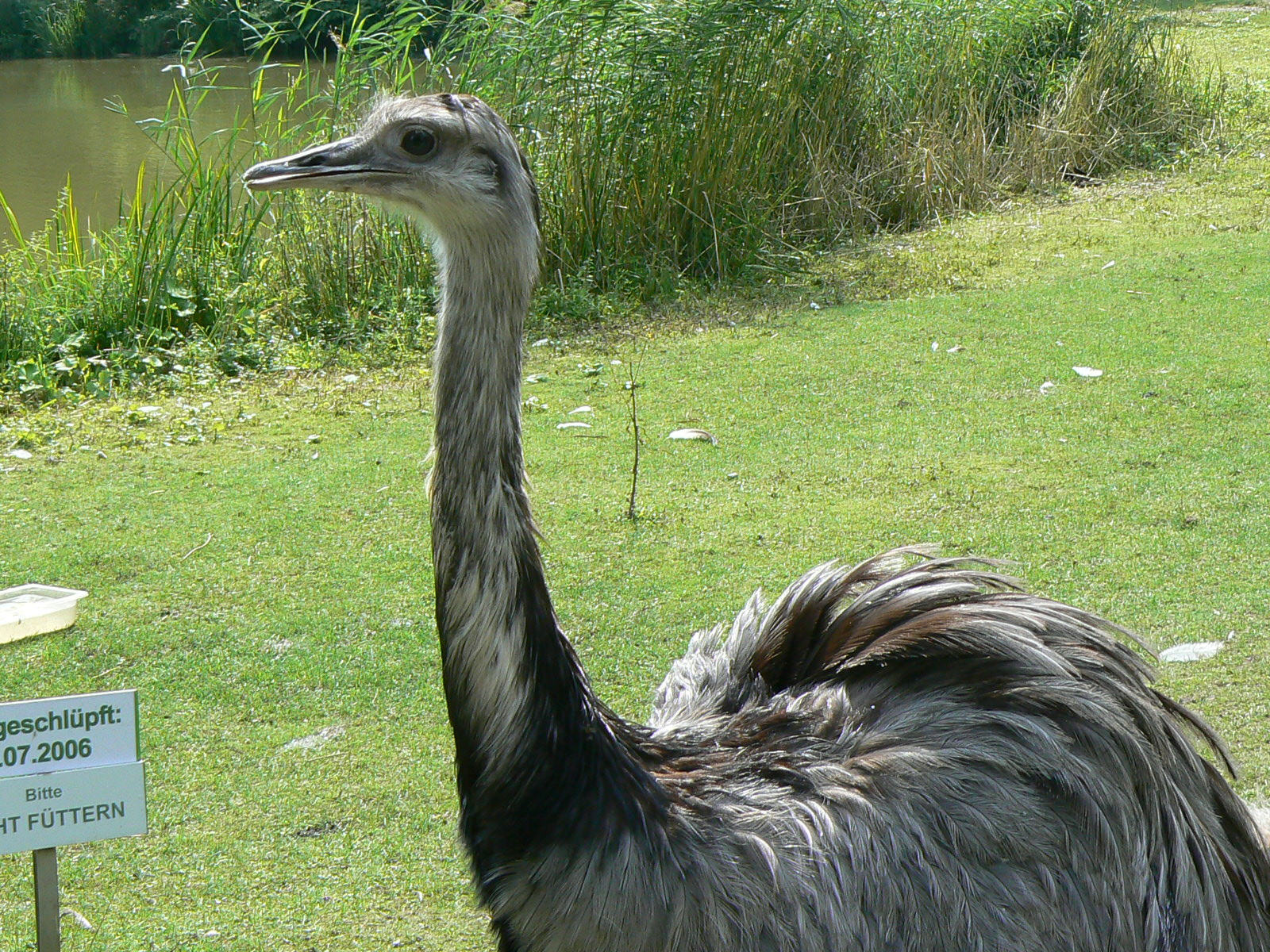
Egy futómadár: a nandu

Ebbe az alosztályba tartozik a tinamualakúak (Tinamiformes) és a struccalakúak (Struthioniformes) rendje, képviselőik szinte kizárólag a déli féltekén élnek. A struccalakúak nagy testű, röpképtelen madarak, ide tartoznak a struccfélék, az emufélék, a kazuárfélék, és a kivifélék. Néhány kutató szerint a struccalakúak mesterséges taxont alkotnak, amelybe nem feltétlenül rokon madarakat soroltak be, melyek egymástól függetlenül vesztették el röpképességüket. Az evolúciójukra vonatkozó információk meglehetősen bizonytalanok.

### Azújmadárszabásúak
Az újmadár-szabásúak egyik ága a Galloanserae csoport, amelyből a tyúkalakúak (Galliformes) és lúdalakúak (Anseriformes) alakultak ki. A másik ág a Neoaves, ahová az összes többi madár tartozik. A két ág szétválásának időpontja egyelőre vitatott. A kutatók abban egyetértenek, hogy a kréta és a harmadidőszak határán bekövetkezett tömeges kihalás előtt történt, arról viszont megoszlanak a vélemények, hogy a fennmaradt újmadárszabásúak a dinoszauruszok kihalása előtt vagy után terjedtek-e el. Ennek oka részben az, hogy a bizonyítékok nem egyértelműek: egyrészt a molekuláris vizsgálatok, valamint egy krétakorból származó, kétes értékű Neoaves-fosszília alapján már krétában elterjedtek; másrészt viszont a mai madárcsaládok csak jóval később, a paleogénben tűntek fel.
Két másik tényt is figyelembe kell vennünk: először is azt, hogy a molekuláris órák nem tekinthetők megbízhatónak, amíg nincsenek fosszíliákkal „hitelesítve”. Másodszor, a filogenetikus törzsfák megalkotásakor az egyes fejlődési vonalak szétválásának ideje és mintázata csak az egyes karakterek (pl. morfológiai jegyek) evolúcióját mutatja, nem pedig a fejlődési vonalak tényleges evolúciós mintázatát. Ideális esetben a kettő természetesen egybeesik, vagy legalábbis evolúciós szempontból elhanyagolható mértékben tér el; a gyakorlatban viszont ez gyakran nem így van.

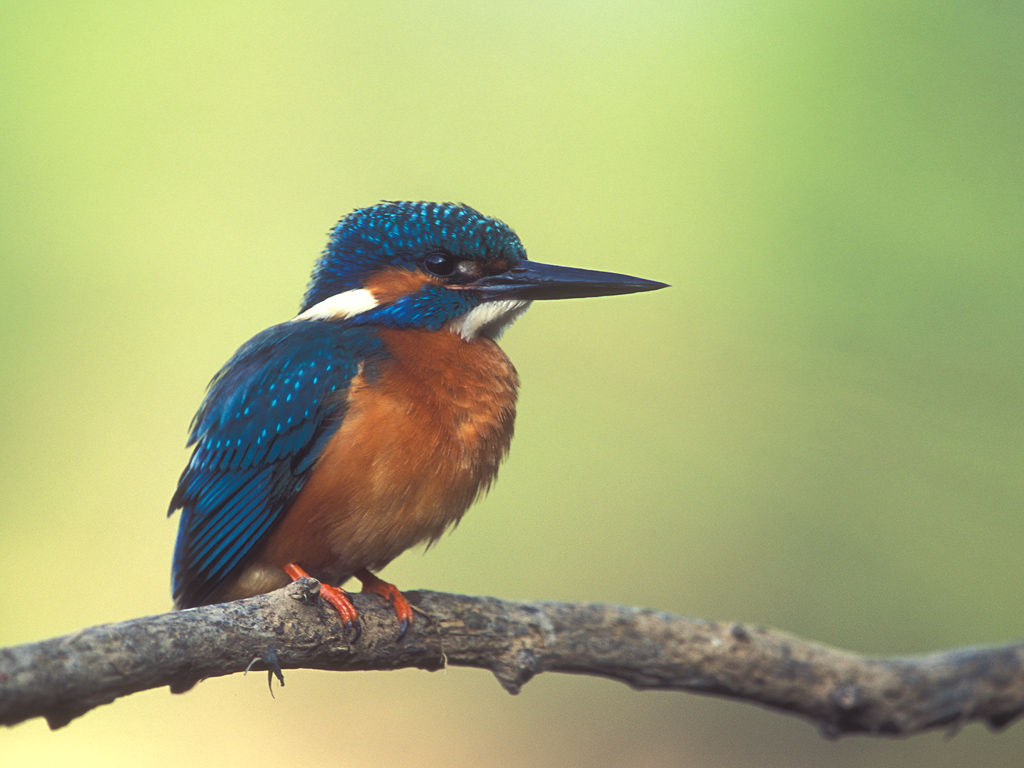
Egy újmadárszabású: a jégmadár

Mindezeket figyelembe véve azt mondhatjuk, hogy a fosszíliák általában megbízhatóbb források a molekuláris óráknál, ezeket használva viszont gyakran alábecslik a szétválás idejét, ugyanis az egyes morfológiai jegyek általában csak kis idővel azután jelennek meg, hogy az új fejlődési vonal genetikailag elkülönült – főleg, ha sok a csendes mutáció a genomban.
·      Ellenvélemény:
A paleognath és neognath koponyatípus közt csak annyi a különbség, hogy az előbbi arckoponyájában a basisphenoideum egy nyúlvánnyal kapcsolódik a röpcsontokhoz (pterygoideum-ok) egy mozdulatlan ízületet alkotva, míg az utóbbiaknál a kapcsolat mozgékony. De ez csak a röpképtelen és röpképes madarak korai szétválását igazolja.
A mai futómadarak röpképtelensége nem okvetlenül vezethető le az egykori repülési képességből. A lapos – de széles – mellcsont, a fejlettlen mellizmok nemcsak a repülést szolgálhatták.
Míg a Suariurae – tollas dinoszaurusz típusnál minden vázjellegben óriási a változékonyság az ismert fosszilis fajok közt, addig az Ornithurae típusnál igen nagy a homogenitás minden jellegben. A ritka kivételek közé sorolható a paleognath/neognath jelleg, a lapos mellcsont a futómadaraknál és a kihalt Hesperonithidae típusnál, ahol a szárny váza szinte teljesen elcsökevényesedik. 

## A mai madarak osztályozása
A madarak filogenetikus rendszerezése jelenleg is vitatott téma. Sibley és Ahlquist amerikai kutatók Phylogeny and classification of birds című 1990-ben megjelent munkája mérföldkő volt a madarak osztályozásában (annak ellenére, hogy még ma is sok vita alapját képezi, és folyamatosan átdolgozzák). A tények döntő többsége arra utal, hogy a mai madárrendek gyakorlatilag kládokat (monofiletikus csoportokat) alkotnak. A kutatók azonban nem értenek egyet abban, hogy milyen kapcsolat van az egyes rendek között, noha rengeteg anatómiai, DNS és fosszilis leletekről szóló tanulmány készült. A 2000-es évek közepe óta felfedezett fosszíliák és molekuláris kutatások fényében azonban egyre tisztább képet kapunk a modern madarak evolúciójáról, és az egyes rendek viszonyáról. Például a lilealkatúak valószínűleg egy ősi, különálló ágat képviselnek, két újonnan javasolt taxon (a Mirandornithes és Cypselomorphae csoportok) létjogosultságára pedig számos anatómiai és molekuláris bizonyítékot találtak. Az alacsonyabb taxonok közti kölcsönös kapcsolatokat is egyre pontosabban ismerjük, főleg a verébalkatúak rendjén belül. 2007. június 27-én tették közzé a madarak genetikai kapcsolatával foglalkozó eddigi legnagyobb tanulmányt, amely rengeteg addig feltételezett kapcsolatot cáfol meg, és amely valószínűleg szükségessé teszi a madarak teljes törzsfájának újraszerkesztését.
·      Ellenvélemény:
Nemcsak az a probléma, hogy a molekuláris óra nem tekinthető megbízhatónak, hanem az is, hogy nem bizonyítható a fosszilis fajok genomjának hiányában. Így az őslénytani alapon meghatározott és besorolt leletek nem hozzhatóak közös nevezőre a DNS-alapú rendszerezésekkel. Ezek csak a jelenlegi élővilág populációi és egyedei közti genom eltéréseket tudják kimutatni, viszont az evolúciójuk folyamatát már nem. Ezt csak statisztikai adatok alapján próbálják meg kikövetkeztetni. Ezek meg vagy igazak vagy sem. De semmiképpen sem ellenőízhetőek.

## Napjaink evolúciós változásai
Az evolúciós változások emberi mértékkel mérve többnyire túl lassúak ahhoz, hogy közvetlenül megfigyeljük őket. Mindazonáltal a madárfajok sokkal nagyobb mértékben tűnnek el, mint bármely más élőlénycsoport fajai. A populációk, alfajok, fajok eltűnése a génkészlet folyamatos szegényedését okozza.
Egy másik evolúciós hatás, a feltehetően növekvő mértékű hibridizáció, szintén gondot jelent. Ennek oka a környezet ember általi megváltoztatása, amely lehetővé teszi, hogy rokon allopátrikus fajok élőhelye átfedésbe kerüljön. Az erdőirtásokkal növekszik a nyílt területek mérete, így a valamikor elszigetelt nyílt élőhelyek kapcsolatba kerülnek egymással. Ezeken a területeken keveredhetnek az olyan populációk, amelyek már ugyan elég régen elváltak egymástól ahhoz, hogy jelentős eltérés alakuljon közöttük, de ahhoz még nem, hogy ne legyenek képesek szaporodni. Így a két populáció végül teljesen egybeolvadhat, visszaállítva az eredeti fajt. Jó példa erre számos dél-amerikai hibrid kolibrifaj.
Számos fogságban kitenyésztett madárfaj van, amelyek a vadon élők változatai. Néhány fajnál, ez csak eltérő színváltozatot jelent, más fajoknál ez nagyobb tojást, több húst, vagy például röpképtelenséget eredményezett.
Néhány faj, például a szirti galamb vagy néhány varjúfaj emberi környezetben is megél. Mivel ez az új környezet eltér a természetes élőhelyüktől (amelyből egyre kevesebb áll rendelkezésre), ezek a fajok jelenleg is bizonyos mértékű adaptációs folyamatokon mennek keresztül.

## Fordítás
- Ez a szócikk részben vagy egészben  a   Bird evolution című angol Wikipédia-szócikk ezen változatának fordításán alapul.  Az eredeti cikk szerkesztőit annak laptörténete sorolja fel. Ez a jelzés csupán a megfogalmazás eredetét és a szerzői jogokat jelzi, nem szolgál a cikkben szereplő információk forrásmegjelöléseként.
- Alternatív szakirodalmi források:
- 1.       Feduccia, A. 1999. The origin and evolution of birds. Second Edition– New Haven: Yale University Press, 466 pp.  2.      Kessler, J. 2009. Madárevolúció, fajképződés, fajoltő, kihalás vagy változás? Magyar Tudomány 2009(5): 586-595.  3.      Kessler, J. 2013. A Kárpát-medence madárvilágának őslénytani kézikönyve  – Könyvműhely, Miskolc, 508 pp..  4.      Kuročkin, E. N. 1995. Synopsis of Mesozoic birds and early evolution of Class Aves. Archaeopteryx 13:47-66.  5.      Kuročkin, E. N. 2006. Parallel Evolution of Theropod Dinosaurs and Birds. Entomological Review. 86 . Suppl.I. 45-58.